# Slančík
Slančík é um município da Eslováquia, situado no distrito de Košice-okolie, na região de Košice. Tem 3,3 km² de área e sua população em 2018 foi estimada em 199 habitantes.

## Demografia
| Ano:        | 1994 | 2004   | 2014   | 2024   |
| ----------- | ---- | ------ | ------ | ------ |
| Broj ljudi: | 238  | 222    | 212    | 217    |
| Razlika:    |      | -6,72% | -4,50% | +2,35% |

| Ano:               | 2023 | 2024   |
| ------------------ | ---- | ------ |
| Número de pessoas: | 215  | 217    |
| Diferença:         |      | +0,93% |